# Barbara Dennerlein
Barbara Dennerlein (née le 25 septembre 1964 à Munich, en Allemagne) est une organiste de jazz, tendance hard bop et post-bop.
Elle a, notamment, été acclamée par la critique pour l'utilisation du pédalier de basse sur son  orgue Hammond B-3 et pour l'intégration de sons du synthétiseur sur l'instrument, et a été décrite comme l'organiste de jazz la plus intéressante des années 1980 ((en)the most interesting jazz organist to emerge during the 1980s).

## Biographie

### Jeunesse
Barbara Dennerlein est née et a grandi à Munich. Elle commence à jouer de l'orgue à l'âge de 11 ans après avoir reçu un petit clavier Hohner pour Noël. Elle est encouragée par son grand-père à apprendre la musique et à jouer d'un instrument. D'autre part, ses parents sont tous les deux amateurs de jazz. Elle prend des cours formels pendant deux ans sous la direction de Paul Greisl, qui a un Hammond B-3. Elle s'intéresse immédiatement à cet instrument et surtout au fait qu'il soit équipé d'un pédalier de basse contrairement à son Hohner. Après quelques recherches, puisque le B-3 n'est plus fabriqué depuis plusieurs années, elle acquiert avec l'aide de ses parents son propre instrument, fabriqué 13 ans plus tôt, c'est-à-dire à peu près lorsqu'elle est née.
Elle commence à se produire en concert à l'âge de 14 ans et, l'année suivante, elle joue pour la première fois dans un club de jazz. Lorsqu'elle dirige ses propres groupes, elle en est souvent la plus jeune musicienne et elle apprend ainsi à coopérer avec des musiciens plus expérimentés. À la suite de sa première apparition à la télévision, en 1982, elle est surnommée (de) « Orgeltornado aus München » que l'on pourrait traduire par L'organiste tornade de Munich.

### Enregistrements
En 1985, pour l'enregistrement de son troisième album, Bebab, Barbara Dennerlein fonde son propre label, qu'elle gère elle-même car elle a compris que les labels existants, sous l'influence de la compagnie Hammond qui veut promouvoir ses nouveaux modèles électroniques au détriment du B-3, ne la soutiendraient pas. Pour cet album auto-produit, elle reçoit le Prix de la Critique de disques allemands, ce qui a pour effet de la faire connaître à un plus large public.
Plus tard, elle réalise trois enregistrements pour Enja et trois pour Verve Records. Sur ces enregistrements, elle a travaillé avec Ray Anderson, Randy Brecker, Dennis Chambers, Roy Hargrove, Mitch Watkins, et Jeff 'Tain' Watts.

### Innovations
En 1989, Barbara Dennerlein modifie le pédalier de son B-3 pour déclencher des échantillons de basse acoustique en utilisant la technologie MIDI et, impressionnée par les résultats, elle décide de modifier également les claviers pour jouer aussi des samples. Elle applique cette technique à des solos ainsi qu'à des quintettes (par exemple la bande Bebab). Dans les deux cas, elle utilise la technologie MIDI et des déclencheurs intégrés aux pédales et aux touches.
Après divers projets et après avoir joué avec des musiciens non conventionnels de renom, tels que Friedrich Gulda qui mélangeait jazz et musique classique au cours d'un même concert, Barbara Dennerlein commence à jouer l'orgue d'église en 1994. En 2002, elle enregistre le premier de ses trois (à ce jour) albums de jazz sur des orgues à tuyaux. Depuis 2003, elle a également développé des projets de jazz avec des orchestres symphoniques, et notamment une collaboration avec l'Orchestre philharmonique de Berlin sur l'orgue Karl-Schuke.
Barbara Dennerlein affirme avoir été principalement influencée par le jazz sans s'être initialement intéressée à la musique classique ou à la musique d'église, même si elle a été, et est toujours, populaire en Allemagne dans ces domaines. Elle n'a jamais été enthousiasmée par la théorie et le formalisme de la musique, préférant apprendre des choses par improvisation. Elle dit également que sa plus grande influence est le jazz du fait de sa capacité à se mélanger à d'autres styles musicaux autant qu'on le souhaite : « Pour moi, le jazz est synonyme de liberté. Absence de préjugés et de discrimination, liberté sans contraintes ni convention. C'est ma propre définition de jazz que je veux transmettre à l'auditeur. Qu'il soit jeune ou vieux, traditionaliste ou moderniste, fan de jazz ou fan non-jazz. » ((en) : To me, jazz is a synonym for freedom. Freedom from prejudice and discrimination, freedom from constraints and convention. This is my own definition of jazz that I want to convey to the listener. Whether young or old, traditionalist or modernist, jazz fan or non-jazz fan.).

### Compositions
Barbara Dennerlein a composé dès le début de sa carrière. Son premier album inclut déjà quatre titres de sa composition. Les morceaux qu'elle compose varient du blues traditionnel, ballades romantiques, mélancoliques, jusqu'à des compositions rythmées comportant des éléments de swing, bebop, funk et des rythmes latinos.
Les tempos rapides et les figures rythmiques qu'elle utilise dans ses interprétations de standards ainsi que dans plusieurs de ses propres compositions nécessitent un travail très rapide du pied sur le pédalier de basse, même si elle a utilisé les bassistes pour les enregistrements dans lesquels des techniques comme le slap sont utilisées, qui ne peuvent pas être jouées avec le pédalier.
Barbara Dennerlein utilise souvent le changement de métrique (par exemple, 3/4-4/4), ainsi que les changements harmoniques non conventionnels pour ajouter de l'expression à ses compositions.

## Récompenses
- 1995: "Prix de la Critique de disques allemands" ("Preis der deutschen Schallplattenkritik") pour Take Off
- 1995: "Jazz Award" pour Take Off pour avoir occupé la première place dans les charts de jazz allemands pendant plusieurs mois et pour avoir été l'album de jazz le plus vendu de l'année en Allemagne

## Discographie
- 1983: Jazz Live
- 1984: Orgelspiele
- 1985: Bebab
- 1986: Days Of Wine And Roses
- 1987: Tribute To Charlie
- 1988: Barbara Dennerlein Plays Classics
- 1988: Straight Ahead! and Barbara Dennerlein Plays Classics
- 1989: Live On Tour
- 1990: Hot Stuff and Barbara Dennerlein Duo (Bootleg)
- 1991: (Friedrich Gulda) Mozart No End
- 1992: That's Me and Solo
- 1993: B3 (CD avec samples MIDI)
- 1995: Take Off!
- 1997: Junkanoo
- 1999: Outhipped
- 2001: Love Letters
- 2002: Spiritual Movement No.1 (Enregistré à l'orgue d'église)
- 2004: In A Silent Mood
- 2005: It's Magic
- 2006: The Best Of Barbara Dennerlein
- 2007: Change Of Pace (avec un orchestre philharmonique)
- 2008: Spiritual Movement No. 2 (Live en l'Église du Souvenir de Berlin)
- 2010: Bebabaloo
- 2012: Spiritual Movement No. 3 (Concert live 2008 sur l'orgue Rieger, au Stadtpfarrkirche de Fehring, Autriche, avec le guitatiste Edi Köhldorfer)
- 2015: Studiokonzert
- 2015: Christmas Soul
- 2016: My Moments
- 2019: Best Of Blues : Through The Years